# Trianectes
Trianectes is een monotypisch geslacht van de familie van drievinslijmvissen (Tripterygiidae) en kent 1 soort.

## Soort
- Trianectes bucephalus - McCulloch & Waite, 1918[1]

Acanthanectes · Apopterygion · Axoclinus · Bellapiscis · Blennodon · Brachynectes · Ceratobregma · Cremnochorites · Crocodilichthys · Cryptichthys · Enneanectes · Enneapterygius · Forsterygion · Gilloblennius · Helcogramma · Helcogrammoides · Karalepis · Lepidoblennius · Lepidonectes · Matanui · Norfolkia · Notoclinops · Notoclinus · Ruanoho · Springerichthys · Trianectes · Trinorfolkia · Tripterygion · Ucla xenogrammus